# 337 v. Chr.
Portal Geschichte | Portal Biografien | Aktuelle Ereignisse | Jahreskalender | Tagesartikel

◄ |
5. Jahrhundert v. Chr. |
4. Jahrhundert v. Chr. |
3. Jahrhundert v. Chr. |
►

◄ | 350er v. Chr. | 340er v. Chr. | 330er v. Chr. | 320er v. Chr. |
310er v. Chr. |
►

◄◄ | ◄ | 340 v. Chr. | 339 v. Chr. | 338 v. Chr. | 337 v. Chr. |
336 v. Chr. |
335 v. Chr. |
334 v. Chr. |
► |
►►

## Ereignisse

### Östliches Mittelmeer
- Korinthischer Bund: alle Griechenstädte außer Sparta erkennen den makedonischen König Philipp II. als Hegemon an. Makedonien garantiert im Rahmen eines Allgemeinen Friedens die Autonomie der Bündner; die Verfassung eines anderen Staates durch gewaltsame Intervention zu ändern, ist ebenso verboten wie Fehden oder Piraterie. Oberstes Organ des Bundes ist der Synhedrion (Rat), dem Philipp als Hegemon vorsitzt. Zur Sicherung des Friedens legt Makedonien Besatzungen nach Theben, Korinth und Chalkis; Athen muss die Chersones an Makedonien abtreten. Der Krieg gegen Persien (Rachefeldzug für die Zerstörung Athens 480 v. Chr.) wird beschlossen.
- Philipp II. heiratet seine siebte Ehefrau: Kleopatra, Nichte seines Feldherren Attalos. Auf der Hochzeitsfeier erniedrigt der Brautonkel Alexander: Lautstark freut er sich über einen bald zu erwartenden „rein“ makedonischen Thronerben (während Alexander der Sohn einer Ausländerin ist). Als Philipp ihn im ausbrechenden Streit nicht unterstützt, verlassen Alexander und seine Mutter Olympias den makedonischen Hof und gehen daraufhin nach Epirus ins Exil.

### Westliches Mittelmeer
- Erstmals Wahl eines Plebejers in das Amt des Prätors in Rom.

## Gestorben
- Ariobarzanes II., König von Kios
- Shen Buhai, chinesischer Philosoph und Politiker (* um 385 v. Chr.)
- nach 337 v. Chr.: Dionysios II., Tyrann von Syrakus (* um 396 v. Chr.)
- nach 337 v. Chr.: Timoleon, Tyrann von Syrakus (* um 411 v. Chr.)